# Pequeño Desierto Arenoso

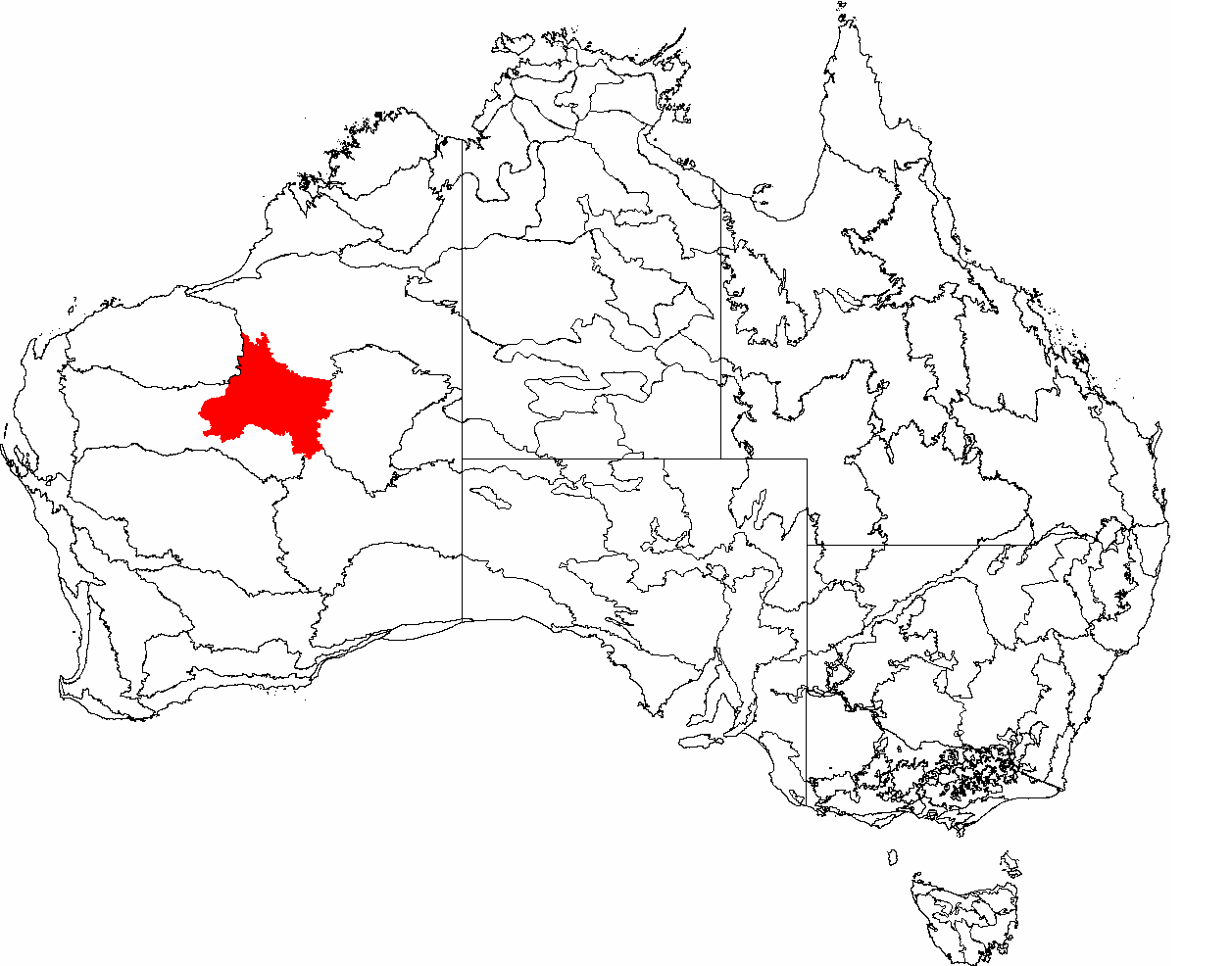
Regiones IBRA de Australia, con el Pequeño Desierto Arenoso marcado en rojo.

El Pequeño Desierto Arenoso se sitúa en el territorio de Australia Occidental, al sur del Gran Desierto Arenoso y al oeste del desierto de Gibson. De hecho, es denominado así por su cercanía y su similitud con el Gran Desierto Arenoso, aunque es mucho menor en superficie. Tanto sus relieves, como su fauna y flora, son todas similares al Gran Desierto Arenoso. Ambos desiertos son cruzados por la carretera Canning Stock.
El Pequeño Desierto Arenoso pertenece a una de las regiones IBRA (Interim Biogeographic Regionalisation for Australia) de Australia Occidental.

## Para más información
- Thackway, R and I D Cresswell (1995) An interim biogeographic regionalisation for Australia: a framework for setting priorities in the National Reserves System Cooperative Program Version 4.0 Canberra: Australian Nature Conservation Agency, Reserve Systems Unit, 1995. ISBN 0-642-21371-2

- Datos: Q4076
- Multimedia: Little Sandy Desert / Q4076